# Hauptregion Mostviertel

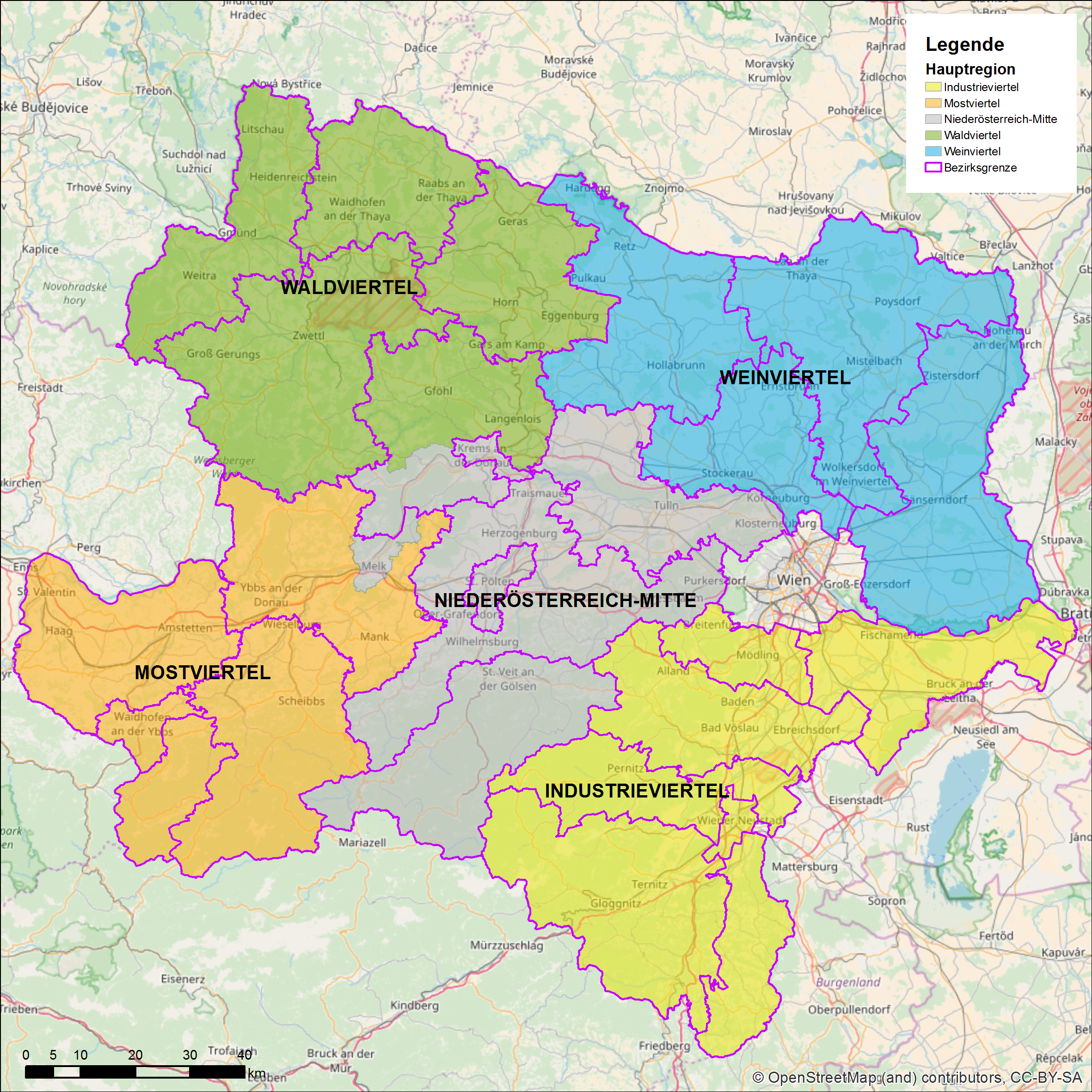
Die Hauptregionen Niederösterreichs

Die Hauptregion Mostviertel ist eine der Hauptregionen (fünf „Viertel“) der Raumplanung Niederösterreichs und ist im Regionalverband noewest-mostviertel organisiert, dem Verein der Gemeinden und Gemeindeverbände dieser Gemeinden, der Leader-Regionen und anderer regional wichtiger Vertreter. Der Verband wurde im Zuge des EU-Beitritts 1994 gegründet. Seit 2015 ist die operative Arbeit des Verbands auf die neu geschaffene NÖ.Regional des Landes, an der der Regionalverband 6 % hält, übergegangen, mit dem Verein Niederösterreichische Dorf- und Stadterneuerung aller Gemeinden als Partner.
Trotz ihres Namens entspricht die Region nur dem Westteil des traditionellen Mostviertels, ohne die Teile um St. Pölten die den Hauptteil der neu geschaffenen fünften Hauptregionen NÖ-Mitte (Niederösterreichischer Zentralraum) bilden, dafür aber mit den zum Bezirk Melk gehörigen, nach Süden ins Donautal orientierten Gemeinden des Waldviertels. 
Zu dieser Hauptregion Mostviertel gehören:
- Bezirke Amstetten, Scheibbs, Statutarstadt Waidhofen an der Ybbs
- sowie der Bezirk Melk ohne die Gemeinden Melk, Emmersdorf und Schönbühel-Aggsbach (NÖ-Mitte)

Die Kleinregionen des Mostviertels sind (Stand 2016, mit Nummer):
- Herz des Mostviertels (19, 7 Gemeinden)
- Inregion (21, 6 Gemeinden)
- Pöchlarn-Nibelungengau (22, 4 Gemeinden)
- Melktal (23, 4 Gemeinden)
- Hoch6 (27, 6 Gemeinden)
- Kleines Erlauftal (51, 7 Gemeinden)
- Ybbstal-Eisenstraße (5, 5 Gemeinden)
- Ostarrichi Mostland (10, 7 Gemeinden)
- Alpin (49, 6 Gemeinden)
- Schallaburg (50, 2 Gemeinden)
- Donau-Ybbsfeld (52, 7 Gemeinden)
- Mostviertel Ursprung (53, 8 Gemeinden)
- Großes Erlauftal (70, 2 Gemeinden)
- Ökoregion Südliches Waldviertel (13, 12 Gemeinden) gehört zur Hauptregion Mostviertel
- Pferdeland Voralpen (11, 7 Gemeinden) mit Puchenstuben und ARGE Dunkelsteinerwald (18, 7 Gemeinden)[4] mit Dunkelsteinerwald gehören bis auf diese zwei Gemeinden zu NÖ-Mitte

Im Naturschutzkonzept Niederösterreich gliedert sich die Hauptregion in die Regionen
- 23 Strudengau, Ostrong und Hiesberg
- 24 Westliches Alpenvorland
- 25 Westliche Flyschzone
- 26 Westliche Kalkalpen

Die Natura 2000-Gebiete in Niederösterreich werden jeweils zur Gänze einer der fünf Hauptregionen des Landesentwicklungskonzeptes zugeordnet und im Rahmen einer strukturierten Vorgangsweise nach einem einheitlichen Schema abgestuft bearbeitet. In der Hauptregion Mostviertel bestehen folgende Europaschutzgebiete:
- Ötscher - Dürrenstein
- Strudengau - Nibelungengau
- Machland Süd
- Niederösterreichische Alpenvorlandflüsse & Pielachtal